# Domus (centre commercial)
Domus est un centre commercial français situé sur la commune de Rosny-sous-Bois, en Seine-Saint-Denis. Il est uniquement consacré à l'équipement et l'aménagement de la maison.[réf. nécessaire] Il est géré par la société Accessite, spécialisée dans l'immobilier commercial.

## Histoire

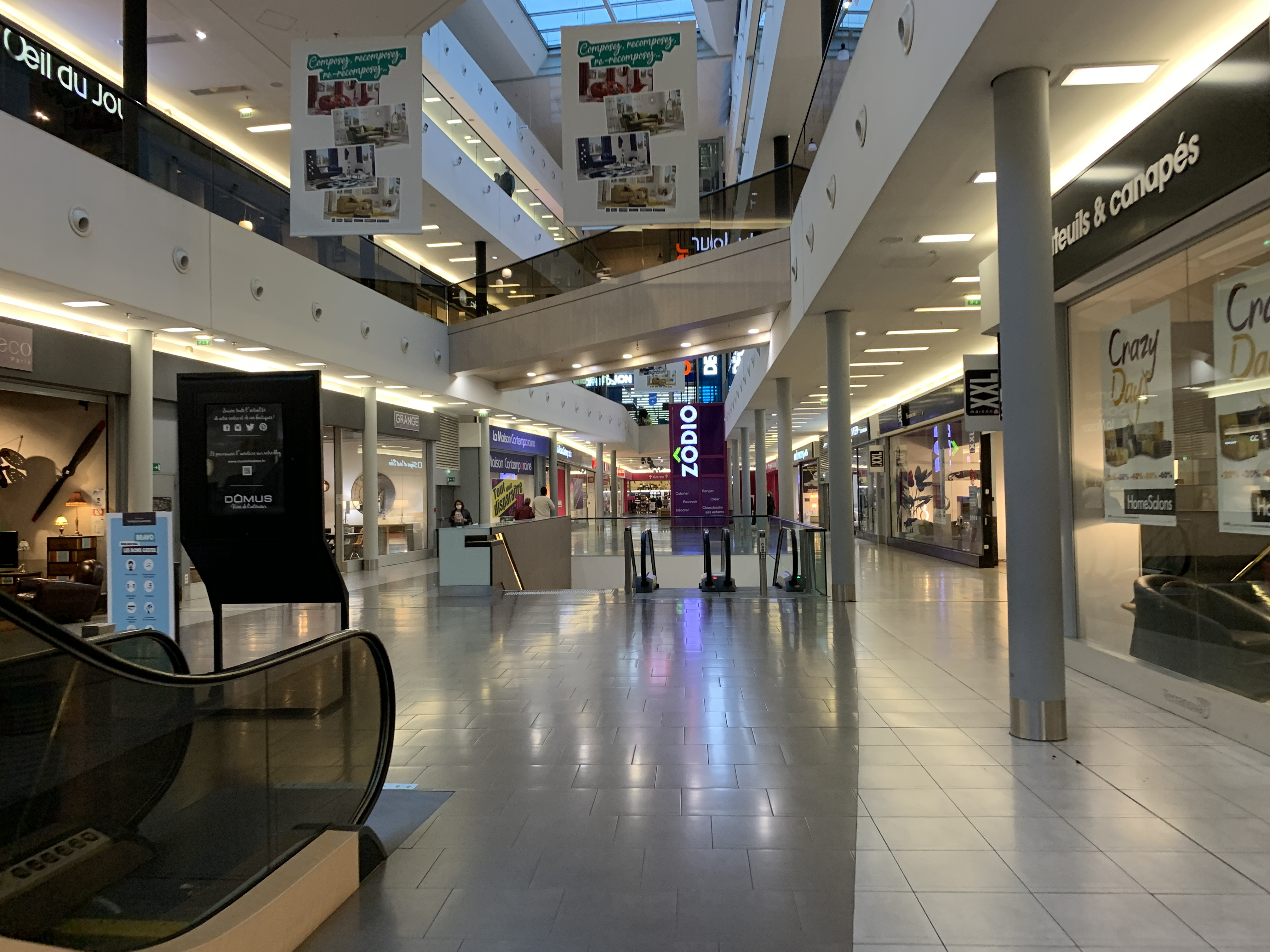
Intérieur du centre commercial.

Le centre commercial multi-enseignes Domus voit le jour en mars 2006 à Rosny-sous-Bois.  
Il est l'oeuvre des architectes Jean-Paul MYARD et Pierre-Paul RAOULT basés à Lyon. 
Il est implanté à proximité du centre commercial Rosny 2. Domus comporte actuellement une quarantaine de commerces consacrés à l'aménagement, l'équipement et la décoration de la maison. Le bâtiment a la forme symbolique d'un « bateau » sur trois étages et possède plus de 2 000 places de parking gratuites. C'est l'un des plus grands centres commerciaux d'Europe consacrés à l'équipement et aux biens de la maison. 
Lors de son ouverture, ses concepteurs voulaient en faire un « hyperstore de la déco » et espéraient qu'il accueillerait jusqu'à sept millions de visiteurs par an. Mais il n'en drainait que la moitié. Plusieurs boutiques avaient notamment fermé, faute de clientèle suffisante, cependant But a ouvert un magasin en 2010 et le chiffre d'affaires global du centre n'a pas diminué, certaines analyses évoquant alors des problèmes liés aux dimensions et à l'environnement géographique et commercial du centre. 
Racheté par un fonds d'investissement géré par Orion Capital Managers le 31 mars 2014, qui en a confié la gestion et la commercialisation à la société Accessite, Domus a fait l’objet d’un important programme de modernisation qui s’est notamment traduit par l’arrivée de nouvelles enseignes. La volonté commune du nouveau propriétaire et d'Accessite était de redonner un second souffle au centre.
Des travaux de restructuration du centre ont ainsi été réalisés en 2015 afin de proposer différents espaces de vie notamment une aire de jeux avec des toboggans géants pour les enfants et des aires de repos. L’espace de restauration a complètement été repensé. 
De nouveaux concepts ont été lancés telle que l’ouverture d’une conciergerie sur site en septembre 2015 offrant des services allant de la garde des effets personnels à la mise en relation avec des prestataires référencés et à la proposition de devis.
Le centre a également revu ses outils de communication avec un nouveau site internet et une communication active sur les réseaux sociaux. Une campagne d’affichage ainsi qu’un film publicitaire diffusé dans plus de 800 salles de cinéma en Ile-de-France à la rentrée 2015 ont été lancés pour promouvoir le renouveau du site et communiquer sur le nouveau slogan du centre « Vivez de l’intérieur ».

## Accès au centre commercial
L'accès à Domus peut s'effectuer par le réseau d'autoroutes urbaines qui passent à proximité : l'A86 et l'A3, sortie Rosny Centre.
Le centre est desservi, depuis le 13 juin 2024, par le prolongement de la ligne 11 du métro à la station Coteaux Beauclair.